# Кипр на «Евровидении-2005»
Кипр на конкурсе песни Евровидение 2005 финале представил Константинос Христофору с песней «Ela ela (Come baby)».

## Национальный отбор
1 февраля 2005 прошёл финал отбора, на котором Константинос исполнил четыре написанные им же песни:
- Slow
- Ela, Ela
- If You Go
- She’s No Fool

## Исполнитель
Константинос уже выступал на Евровидении от Кипра: в 1996 (9 место), сольно, и в 2002 (6 место), в составе группы «One». Елена Константполоу, выступившая на бэк-вокале, принимала участие в 1995 году (также сольно).

## Голосование
| Голоса за киприотского исполнителя | Голоса за киприотского исполнителя |
| ---------------------------------- | ---------------------------------- |
| Оценка                             | Страны                             |
| 12                                 | Греция, Мальта                     |
| 10                                 | Болгария                           |
| 8                                  | −                                  |
| 7                                  | Албания                            |
| 6                                  | −                                  |
| 5                                  | −                                  |
| 4                                  | −                                  |
| 3                                  | −                                  |
| 2                                  | −                                  |
| 1                                  | Румыния, Сербия и Черногория       |

| Голоса киприотских телезрителей | Голоса киприотских телезрителей |
| ------------------------------- | ------------------------------- |
| Оценка                          | Страна                          |
| 12                              | Греция                          |
| 10                              | Сербия и Черногория             |
| 8                               | Румыния                         |
| 7                               | Венгрия                         |
| 6                               | Мальта                          |
| 5                               | Великобритания                  |
| 4                               | Швейцария                       |
| 3                               | Норвегия                        |
| 2                               | Молдавия                        |
| 1                               | Латвия                          |